# Troglobiont
In Höhlen lebende Organismen, insbesondere die Höhlentiere, werden nach ihrer Bindung an den unterirdischen Lebensraum in ökologische Gruppen eingeteilt.
- troglobiont, synonym auch troglobit (veraltet auch antrobiont[2]) sind Populationen oder Arten, die permanent und exklusiv in Höhlen leben, von denen also keine oberirdischen dauerhaften Vorkommen bekannt sind.
- troglophil sind Populationen oder Arten, die regelmäßig in Höhlen leben, die aber auch regelmäßig und dauerhaft in oberirdischen Lebensräumen vorkommen.
- trogloxen sind Populationen oder Arten, die in Höhlen angetroffen werden, aber hier ihren Lebenszyklus nicht vollenden können. Dies sind entweder solche, die nur gelegentlich in Höhlen vordringen (Irrgäste), aber ihren eigentlichen Lebensraum über der Erde haben. Andere Autoren verwenden den Begriff auch für solche, die hier zwar regelmäßig anzutreffen sind, aber zumindest in einem Lebensstadium zwingend auf das Verlassen der Höhle angewiesen sind.

Diese Einteilung geht ursprünglich auf den österreichischen Entomologen Ignaz Rudolph Schiner (1854), modifiziert durch den rumänischen Biologen Emil Racoviță (meist transkribiert als Racovitza) (1907), zurück und wird daher als Schiner-Racovitza-System bezeichnet. Das System ist oft als unpräzise kritisiert worden, zahlreiche biologische Höhlenforscher (Biospeläologen) haben Modifikationen oder eine abweichende Terminologie vorgeschlagen. Unglücklicherweise werden daher auch die oben definierten Begriffe teilweise in etwas unterschiedlicher Bedeutung verwendet, ohne dass die Forscher immer offenlegen, welcher Terminologie sie jeweils folgen. Dies ist bei der Interpretation unbedingt zu beachten.

## System nach Barr: Trogloxene neu definiert
Der amerikanische Höhlenforscher Thomas Calhoun Barr jr. (1968) schlug ein modifiziertes Schiner-Racovitza-System vor, in dem er vor allem die Bedeutung des Ausdrucks trogloxen umdefinierte. Barr zufolge verdienen reine Irrgäste, die eigentlich nicht in Höhlen leben können, keinen besonderen Fachbegriff. Stattdessen verwendete er den Begriff Trogloxene für diejenigen regelmäßig in Höhlen lebenden Organismen, die diese obligatorisch irgendwann verlassen müssen, etwa um außerhalb Nahrung zu suchen. Trogloxene im Sinne von Barr sind viele der klassischen Höhlentiere wie Höhlen-Fledermäuse, Fettschwalm oder die ausgestorbenen Höhlenbären und anderen Arten der eiszeitlichen Megafauna. Barrs Vorschlag wurde international vielfach aufgegriffen, hat sich aber im deutschen Sprachraum nicht durchgesetzt.
Auch diese Begriffsverwendung wird allerdings nicht einheitlich angewandt. So verwenden einige Autoren für Arten, die eigentlich unterirdisch leben, aber in einer bestimmten Lebensphase zwingend die Höhle verlassen müssen, auch den Begriff Troglophile.

## System nach Christiansen: Troglomorphe
Der amerikanische Entomologe Kenneth A. Christiansen schlug 1962 ein neues System vor, in dem Organismen nicht nach ihrem Lebensraum, sondern nach morphologischen Anpassungen (Adaptationen) klassifiziert werden sollten. Danach werden troglomorph solche Organismen benannt, die besondere Anpassungen an den unterirdischen Lebensraum zeigen. Dass sind einerseits positive Anpassungen (progressive Evolution), wie zum Beispiel vergrößerte oder verlängerte Tastorgane oder Körperanhänge, wie auch Verlustmutationen (regressive Evolution) von nicht mehr benötigten Organen, wie funktionsuntüchtige, oder völlig rückgebildete, Augen. Einige Forscher haben kritisiert, dass der Ausdruck „troglomorph“ (übersetzt höhlen-formig) sprachlich unpassend sei und verwenden stattdessen, in demselben Sinn, den Ausdruck „troglobiomorph“. Christiansens Begriff troglomorph wird von vielen Autoren verwendet, um Organismen zu charakterisieren, die im klassischen System troglobiont/troglobit genannt würden. Die parallel geprägten Begriffe „ambimorph“ für Organismen, die nur einige Anpassungen an den unterirdischen Lebensraum zeigen, und „epigiomorph“ für an das oberirdische Leben angepasste Organismen haben sich hingegen nicht durchgesetzt und werden nicht mehr verwendet.
Nicht alle in ihrem Vorkommen streng an Höhlen gebundene Arten (Troglobionte) weisen allerdings auch entsprechende morphologische Adaptationen auf (Troglomorphe). Die Begriffe sind also nicht deckungsgleich.

## Klassifizierung wasserlebender Organismen: Stygobionte
Das Schiner-Racovitza-System wird von vielen Biospeläologen sowohl für luftlebende und luftatmende wie auch für wasserlebende Organismen verwendet. In der Limnologie hat sich aber ein zweites System etabliert, das ursprünglich auf den Zoologen und Limnologen August Thienemann zurückgeht, in seiner internationalen Verwendung aber erst durch die Arbeiten von Janine Gibert popularisiert worden ist. Demnach werden die wasserlebenden, unter der Erdoberfläche vorkommenden Arten oder Stygobionta eingeteilt in stygobionte (synonym stygobite), stygophile und stygoxene, deren Definition im Wesentlichen derjenigen des klassischen Systems entspricht. Diese Terminologie wird von einigen Limnologen für aquatische Organismen anstelle des Schiner-Racovitza-Systems verwendet. Andere reservieren sie für den Lebensraum des Grundwassers und verwenden für eigentliche Höhlentiere das klassische System weiter.

## System nach Pavan und Ruffo: Subtroglophile
Die italienischen Forscher Mario Pavan (1944) und Sandro Ruffo (1957) verwendeten das klassische Schiner-Racovitza-System, störten sich aber an der Kategorie der Troglophilen, die ihrer Ansicht nach schwammig und ungenau sei. Sie führten für Organismen, die regelmäßig in Höhlen leben, aber zumindest in einem Lebensstadium (etwa zur Ernährung oder zur Fortpflanzung) den Höhlen-Lebensraum zwingend verlassen müssen, den neuen Begriff Subtroglophile ein. Die „eigentlichen“ Troglophilen, also diejenigen, die ihren ganzen Lebenszyklus innerhalb von Höhlen vollenden können, von denen aber außerdem auch rein oberirdisch lebende Populationen (im selben Verbreitungsgebiet) existieren, werden nun Eutroglophile genannt. Diese Nomenklatur wird etwa in einer einflussreichen Arbeit durch Boris Sket empfohlen und ist weithin in Gebrauch, andere Forscher betrachten sie hingegen als überflüssigen, tendenziell verunklarenden Zusatz und empfehlen stattdessen, den Begriff Trogloxene in der veränderten Definition nach Barr zu verwenden.

## Troglodyt
Der Begriff Troglodyt (Höhlenmensch) wird für menschliche Bewohner von Höhlen, speziell die (sub)fossilen Überreste von diesen, verwendet. Der aus dem Altgriechischen abgeleitete Begriff (altgriechisch τρωγλοδύτης trōglodýtēs, deutsch ‚der in Höhlen schlüpft, in Höhlen wohnt, insbesondere Name eines Vogels [ähnlich unserem Zaunkönig]‘) ist bereits im Altertum (etwa bei Herodot) bezeugt. Carl von Linné war irrtümlich von der Existenz eines höhlenbewohnenden Nachtmenschen „Homo troglodytes“ überzeugt, später wurde der Ausdruck für die oft in Höhlen gefundenen Knochen etwa des Neanderthalers verwendet. Obwohl der Ausdruck also viel älter ist, wurde er nie für höhlenbewohnende Tierarten gebraucht.

## Abgrenzung des Lebensraums Höhle
Für die Klassifizierung von Höhlenbewohnern ist es von großer Bedeutung, in welcher Definition der grundlegende Begriff „Höhle“ verwendet wird. Für Höhlenforscher (Speläologen) gilt ein unterirdischer Hohlraum meist nur dann als Höhle, wenn er groß genug ist, auch Menschen den Zutritt zu erlauben. Zahlreiche Biospeläologen haben immer wieder darauf hingewiesen, dass diese Definition für die, meist viel kleineren, Höhlentiere bedeutungslos ist. Meist gelten auch Besiedler kleinerer unterirdischer Hohlräume als troglophil, wenn sie die entsprechenden Kriterien ansonsten erfüllen, zumindest dann, wenn der besiedelte Hohlraum im Verhältnis zur Körpergröße des Tiers groß ist. Dadurch ergeben sich allerdings Abgrenzungsprobleme zur Bodenfauna und zur Grundwasserfauna. Einige Biospeläologen weisen auf die besondere Bedeutung kleiner, oberflächennaher Spaltensysteme vor allem in verkarstetem Kalkstein, als Epikarst bezeichnet, hin, die eine eigenständige Fauna aufweisen, die sich klar von der eigentlichen Bodenfauna unterscheidet. Die Besiedler dieser „Superficial subterranean habitats“ (SSH) werden meist zur Höhlenfauna, mit der sie viele Gemeinsamkeiten aufweisen, gerechnet, gelten also als troglophil. Diesem Sprachgebrauch folgen aber nicht alle Forscher. Inzwischen liegen Hinweise darauf vor, dass es sich bei den „Superficial subterranean habitats“ um einen eigenständigen Lebensraum mit eigener Fauna handeln könnte.
Echte Höhlen sind gekennzeichnet durch die Abwesenheit von Licht, als aphotisch bezeichnet. Es existiert aber eine breite Übergangszone im Bereich des Höhleneingangs, die sich je nach Bedingungen mehr oder weniger weit ins Höhleninnere ausdehnt.
Troglobionte, also speziell an das Höhlenleben angepasste Arten, die keine oberirdischen Vorkommen aufweisen, sind in der Praxis oft schwer nachweisbar, da nicht alle Lebensräume gleichermaßen gut untersucht sind und es definitionsgemäß unmöglich ist, die Abwesenheit in einem Lebensraum zu beweisen (möglich ist nur, bisher erfolglos, nach Anwesenheit zu suchen). Auch ist schwer erklärbar, wie es möglich sein kann, dass bestimmte Höhlenarten weit auseinanderliegende, unterirdisch eindeutig nicht miteinander verbundene Höhlensysteme besiedeln. Eleonora Trajano und Marcelo R. de Carvalho schlagen daher vor, alle Definitionen nach dem Schiner-Racovitza-System strikt populationsbezogen anzuwenden. Das gelegentliche Vorkommen von Individuen im „falschen“ Lebensraum sollte ihrer Ansicht nach ebenso wenig eine Rolle spielen wie, morphologische Anpassungen zu fordern. Solche kämen bei Troglophilen oft in gleicher Weise vor wie bei troglobionten Arten.